# Woodsia microsora
Woodsia microsora är en hällebräkenväxtart som beskrevs av Kodama. Woodsia microsora ingår i släktet Woodsia och familjen Woodsiaceae. Inga underarter finns listade.